# Alcalá de Henares
Alcalá de Henares este un oraș în Spania, situat în comunitatea autonomă Madrid.
Universitatea și vechiul centru istoric din Alcalá de Henares au fost înscrise în anul 1998 pe lista patrimoniului cultural mondial UNESCO.

## Personalități născute aici
- Juan Ruiz (1283 - 1350), scriitor;
- Ecaterina de Aragon (1485 - 1536), regină a  Angliei;
- Ferdinand I (1503 - 1564), împărat romano-german, rege al Boemiei și Ungariei, principe al Transilvaniei;
- Miguel de Cervantes (1547 - 1616), scriitor, simbol al literaturii spaniole;
- Manuel Azaña (1880 - 19400, politician, fost premier;
- Demetrio Lozano⁠(d) (n. 1975), handbalist;
- Daniel Diges (n. 1981), cântăreț, compozitor, actor;
- Pedro Obiang⁠(d) (n. 1992), fotbalist;
- Álex Fernández⁠(d) (n. 1992), fotbalist.